# 警察犬

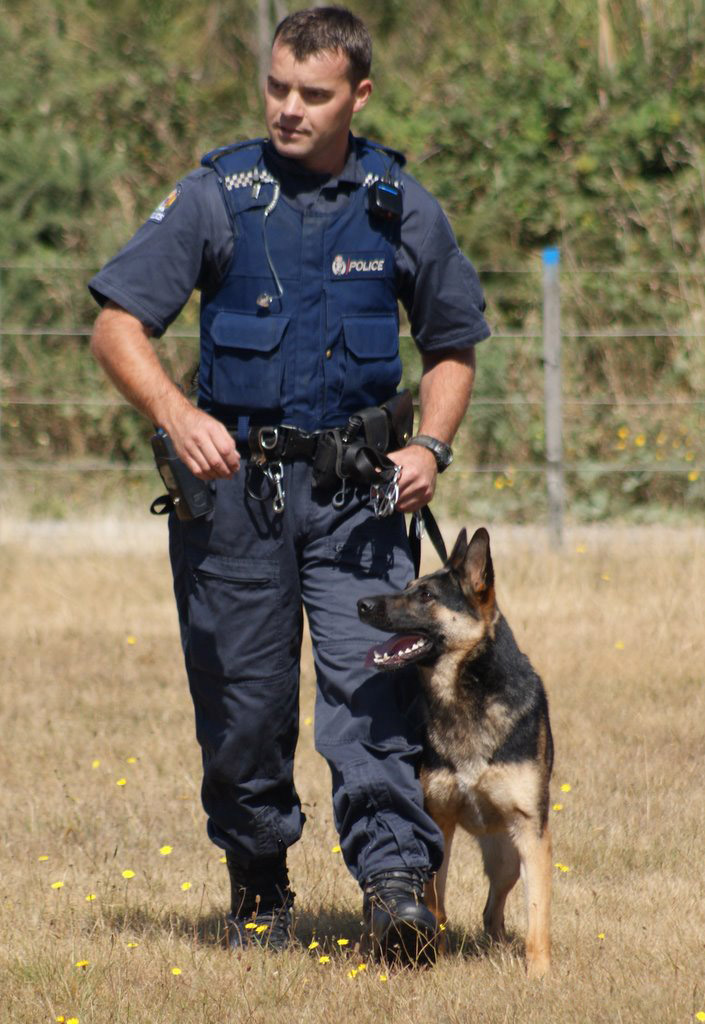
ニュージーランドの警察犬
（犬種はジャーマン・シェパード・ドッグ）

警察犬（けいさつけん）とは、警察など法執行機関の捜査活動に利用するイヌ（犬）。ヒトの4千倍〜6千倍といわれる犬の鋭い嗅覚等の能力を高度に訓練し、足跡追及能力や臭気選別能力を利用する。1896年に、ドイツ帝国のヒルデスハイム市警察で初めて採用された。

## 警察犬の活動
- 足跡追及活動
人の残した臭いをもとに犯人や犯人の遺留品、行方不明者を捜索する[1]。
- 臭気選別活動
犯罪現場に残された犯人の遺留物を保管しておき、容疑者が判明したときなどに、その物と容疑者の臭いを嗅ぎわけ調べる[1]。
- 捜索活動
一定の地域内で迷子や行方不明者、遺留品などを捜索する[1]。
- 犯人確保
逃走しようとする犯人に飛びかかったり、腕などに噛み付いたりして逃走を防止する。

## 各国の警察犬

### ドイツの警察犬
警察犬は、1896年にドイツ帝国のヒルデスハイム市警察で、警察官と一緒にパトロールする犬として採用されたことが最初とされている。

### ベルギーの警察犬
1899年、ベルギーのヘント市で警察官を補助するために警察犬が採用された。

### アメリカ合衆国の警察犬
アメリカ合衆国では1907年、ニューヨーク市警がベルギーのヘント警察をモデルに警察犬を導入した。アメリカの警察はCanineの当て字「K9」をよく使い、映画タイトルにも採用されている（『K-9/友情に輝く星』）。

### 英国の警察犬
1908年、英国ケント州で警察官を補助するためにエアデールテリアが警察犬として採用された。

### 日本の警察犬
日本では1912年（大正2年）に、警視庁が大英帝国からコリーとラブラドールレトリバーの2頭を採用したのが始まりである（ただし防犯広報目的で採用）。当時は「探偵犬」と呼ばれていた。1940年（昭和15年）に、警視庁は警察犬舎を設けて警察犬6頭を飼育したが、太平洋戦争に伴い一時廃止。1952年（昭和27年）には警察犬制度の採用が再度検討され、民間訓練士に12頭の犬を警察犬として嘱託する嘱託警察犬制度が創設された。さらに1956年（昭和31年）には警視庁において本格的な直轄警察犬制度が発足した。
戦後も広報目的での採用だったが、飼育を再開した直後に採用された「アレックス号」は当時珍しかった臭気選別で成果を上げ、犯罪捜査に利用されるようになった。
日本の警察犬には、警察が所有し使用する直轄犬と、警察による試験や毎年度の審査に合格して、要請を受け非常勤の警察犬として働く嘱託犬の2種類がある。また広義には、日本警察犬協会が警察犬としての能力を認定している7犬種を警察犬ということもある。
警察犬の訓練においては、服従訓練、嗅覚訓練、警戒訓練が行われる。
直轄犬は国費で養われ、全国の警察の約半数が採用しており、2022年時点で約160頭いる。2004年時点では、警視庁鑑識課だけでも32頭が使用され、その他各道府県警鑑識課でも使われている。
なお、警視庁警備部警備二課には、警察の捜索活動を行う警察犬だけではなく、爆発物探知や犯人制圧、災害救助犬のように被災者の捜索救難など複数の任務を行う事が可能な警備犬がいる。
2020年（令和2年）10月24日に、行方不明者の捜索にあたっていた兵庫県警察の警察犬「クレバ号」が突然走り出し、その拍子に鑑識課員の手からリード（引き綱）が離れて逃走した。県警は鑑識課員ら約40人態勢で連日捜索を続け、ヘリコプターも投入し、捜索3日目となった10月27日午前に逃げ出した場所から南西へ約100メートル離れた山頂付近で、木にリードが絡まって動けなくなっていたクレバ号を鑑識課員が発見した。。当初は処遇未定と伝えられたが、全国から「叱らず優しく接してあげて」「これからも警察犬としての活躍を応援している」などとクレバ号を応援する声が90件ほども寄せられ、それを受けて県警は「チャンスを与えたい」と再訓練を行い、GPSをつけて2021年2月に現場に復帰した。なお2020年のクレバ号逃走の件を踏まえて兵庫県警では（クレバ号に限らず）直轄警察犬については、GPS付きの首輪をつけるようになった。
日本全国の警察犬は、警察の直轄、嘱託を合わせて2022年末時点で、1244頭。

#### 引退後と慰霊
直轄犬に引退制度はないが、高齢や傷病で警察犬としての役割が難しくなった場合は国に申請すれば交代が認められる。警察関係者以外への譲渡は認められていないため、一線を退いた元警察犬を個人的に飼う警官もいる。
亡くなった警察犬については、1968年に東京家畜博愛院に警察犬慰霊碑が建立され、年に2回慰霊祭が行われている。当初は専用の墓が無かったが1962年に死んだ「アレックス号」を弔うため経営者の息子の発案で、仮の墓が建てられ花が供えられていることを知った秦野章が建立を指示した。

### 中国の警察犬
中華人民共和国では2019年より、雲南省昆明市、北京市の公安当局がクローン技術により誕生した警察犬を導入している。

## 警察犬の犬種
家庭で飼育される犬種は約60種にのぼるが、このうち警察犬に適するのは数種に限られる。特にジャーマン・シェパード・ドッグは、鋭い感覚を持っていること、運動ができること、頭の良さ、我慢強さ、落ち着きなどの理由から警察犬として最も適しているといわれている。
| 犬種                           | 特徴 |
| ------------------------------ | --- |
| ジャーマン・シェパード・ドッグ | 1880年頃、ドイツ中部および南部の山岳地方に存在した牧羊犬から、高度な能力を有する軍用犬を目指して開発された犬種。第一次世界大戦でヴァイマル共和国軍が軍用犬として採用し、優秀さが認められた。世界中の公安機関で警察犬として利用されており、日本でも第二次世界大戦前、軍用犬として採用されている。日本国内の警察犬で一番登録数の多い犬種である。 |
| ドーベルマン                   | 19世紀末にドイツのテューリンゲンでルイス・ドーベルマンが開発した犬種。軍用犬としても用いられた。断尾、断耳されることが多い。 |
| エアデール・テリア             | 英国のテリア種で猟犬として使われ、英国やカナダなどで警察犬としての実績をもつ。 |
| コリー                         | 英国北部スコットランドのハイランド地方の原産で、テレビドラマ『名犬ラッシー』で有名になった。日本では1958年から警察犬に指定されている。 |
| ボクサー                       | ドイツで闘犬として作出された犬種で、断尾、断耳されている。 |
| ラブラドール・レトリバー       | 北欧や英国の原産で、カナダのラブラドル半島で海に落ちた魚等を回収する仕事に使われていた。盲導犬や麻薬探知犬として採用されている。日本では1984年に警察犬に追加された。 |
| ゴールデン・レトリバー         | スコットランド原産で、警戒能力は弱いが足跡追跡や臭気選別能力が高い。日本では1992年に警察犬指定された。 |

日本で警察犬種として日本警察犬協会が指定するものは、シェパード、ドーベルマン、コリー、エアデールテリア、ラブラドールレトリバー、ボクサー、ゴールデンレトリバーの以上7種。さらに民間の嘱託警察犬には指定犬種以外のもので、警察の嘱託を受ける犬がいる。
- ミニチュア・シュナウザー

飼い主に対する忠誠心は非常に高い反面、見ず知らずの他人に対しては警戒心が強い傾向がある。
2010年1月1日、和歌山県警の嘱託警察犬として登録された（登録名は「クリーク号」、元の名前は「くぅ」）。クリーク号は日本初の小型犬種の警察犬である。
- ロングコートチワワ

2010年11月19日、奈良県警の嘱託警察犬審査に合格し、2011年1月に登録された。体重3キログラムと小さいため災害などの捜索救助活動に携わる。
- 柴犬

日本古来の犬種で、日本犬の中では唯一の小型犬種である。忠誠心が厚く勇敢で、他人に対する警戒心が強い。日本犬の特徴的な性質として、やや頑固なところがある。
2011年6月に行われた岡山県警の嘱託警察犬審査で「二葉」が初めて合格。二葉は日本初の日本犬の警察犬となる。2013年6月に任期満了。
- トイプードル

2011年11月18日に行われた鳥取県警の嘱託警察犬審査会で2頭が合格した。「捜索」の部門において日本初の採用が2012年4月の京都府警においてあった。
2015年10月、アンズは茨城県審査会にて初挑戦で県警初の小型警察犬として合格した。
- ミニチュア・ダックスフント

熊本県警で採用された。
2013年10月時点、日本での小型犬種の警察犬は和歌山県警、奈良県警、鳥取県警（2頭）および熊本県警の6頭。
2022年末時点で1244頭いる警察犬のうち、大型犬7種以外の「その他」に該当するのは70頭。

## 訓練方法の規制
ドイツでは2022年1月から、犬の保護者のためのルールとして新しい法律が施行された。新しい法律の下では、爪のついた金属製のスパイクカラーなど、痛みを伴う訓練は全面的に禁止となる。警察犬が犯罪者を攻撃する際に、犬の首輪を軽く絞めて犬の気道を制限することで攻撃を終了させるという手法も、動物福祉に反するとして、改善された方法が確立するまで襲撃訓練を受けた犬とハンドラーの出動が止められることになった。